# ساندرا فارمر پاتریک
ساندرا فارمر پاتریک (انگلیسی: Sandra Farmer-Patrick؛ زادهٔ ۸ august ۱۹۶۲ (۶۲ سال)) ورزشکار دو و میدانی اهل ایالات متحده آمریکا است.
وی در مسابقات کشوری و بین‌المللی در مجموع برندهٔ ۳ مدال نقره شده‌است.